# Survivor Series 2005
Survivor Series 2005 è stata la diciannovesima edizione dell'omonimo pay-per-view prodotto dalla WWE. L'evento, a cui presero parte sia i wrestler di Raw sia i wrestler di SmackDown!, si svolse il 27 novembre 2005 alla Joe Louis Arena di Detroit.

## Storyline
Durante la puntata speciale di Raw del 3 ottobre (Raw Homecoming) il General Manager di Raw Eric Bischoff fermò un match tra degli atleti del roster di SmackDown! facendo spegnere le luci all'interno dell'arena e, per tutta risposta, anche il General Manager di SmackDown! Theodore Long mise termine a un match che coinvolgeva diversi atleti del roster di Raw. Di conseguenza, i wrestler di entrambi i brand si attaccarono ripetutamente a vicenda nel corso delle seguenti puntate di Raw e SmackDown!, finché a Taboo Tuesday Rey Mysterio e Matt Hardy (SmackDown!) sconfissero Chris Masters e Snitsky (Raw) in un Tag Team match. Dopo Taboo Tuesday, Bischoff e Long decisero di assemblare due squadre da cinque membri l'una che si sarebbero affrontate a Survivor Series in un 5-on-5 Traditional Survivor Series Tag Team Elimination match per stabilire il brand migliore all'interno della WWE. I membri dei due team continuarono la faida scontrandosi in entrambi gli show settimanali, tanto che il World Heavyweight Champion Batista (capitano del Team SmackDown!) rimediò un infortunio a causa dei vari attacchi patiti, soprattutto da parte di Big Show e Kane (membri del Team Raw). Il Team Raw venne assemblato in fretta da Bischoff, che scelse Big Show, Kane, Carlito, Chris Masters e Shawn Michaels come capitano, mentre i membri del Team SmackDown!, eccetto Batista, vennero scelti attraverso dei match di qualificazione. Nella puntata di SmackDown! dell'11 novembre si tennero tali match: Rey Mysterio sconfisse Randy Orton, Bobby Lashley sconfisse Orlando Jordan, Eddie Guerrero sconfisse Mr. Kennedy e John "Bradshaw" Layfield sconfisse Chris Benoit. Tuttavia, Guerrero venne rimpiazzato da Orton a causa della sua morte avvenuta il 13 novembre.
Dopo SummerSlam, il General Manager di Raw Eric Bischoff nominò Kurt Angle come primo sfidante al WWE Championship di John Cena. Ad Unforgiven, Angle vinse contro Cena per squalifica, ma dato ciò il titolo non cambiò di proprietario, fallendo l'assalto al WWE Championship. I due si affrontarono anche a Taboo Tuesday, in un Triple Threat match che includeva anche Shawn Michaels, dove Cena mantenne ancora il titolo. Nella puntata di Raw del 7 novembre Angle si rifiutò di competere in un Tag Team match tra lui e Chris Masters contro Cena e Michaels, a causa del pubblico che intonò i cori "You Suck" nei suoi confronti. Angle disse a Bischoff che avrebbe affrontato Cena a Survivor Series solamente se egli avesse silenziato i cori del pubblico e se gli avesse lasciato l'opportunità di scegliere un arbitro speciale per l'incontro titolato delle Series. Bischoff acconsentì e Angle scelse Daivari, che aiutò Angle e Masters nel match contro Cena e Michaels, come arbitro speciale.
Nella puntata speciale di Raw del 3 ottobre (Raw Homecoming), Triple H tornò in WWE dopo un'assenza di tre mesi ricongiungendosi con l'Intercontinental Champion Ric Flair, suo storico alleato dai tempi dell'Evolution. Dopo aver vinto un Tag Team match contro Carlito e Chris Masters, Triple H attaccò brutalmente Flair con uno sledgehammer. La settimana successiva, a Raw, The Game spiegò le sue azioni dicendo di essersi reso conto che Flair non era più la leggenda di un tempo e che era diventato una persona debole. Triple H e Flair si affrontarono così in uno Steel Cage match a Taboo Tuesday con in palio il WWE Intercontinental Championship di quest'ultimo, in cui Flair prevalse mantenendo il titolo. La faida tra i due si intensificò e venne dunque annunciato un Last Man Standing match per Survivor Series, questa volta senza l'Intercontinental Championship di Flair in palio.

## Evento
Prima della messa in onda dell'evento, Juventud sconfisse Simon Dean a Heat.

### Match preliminari
L'evento si aprì con il primo match del Best of Seven Series valevole per il vacante United States Championship tra Booker T (con Sharmell) e Chris Benoit. Il match iniziò con Booker che si portò all'esterno del ring per far sì che Benoit non potesse portarsi in vantaggio nei suoi confronti. Dopo un batti e ribatti tra i due, Booker incominciò a controllare la contesa. Più avanti, Sharmell interferì per distrarre Benoit. Nel finale, Benoit tentò di eseguire il diving headbutt, ma Booker schivò la manovra e Benoit si schiantò, così, sulla superficie del ring. Booker schienò poi Benoit, facendo illegalmente leva sulle corde del quadrato, per vincere il match e portarsi sull'1-0 nella serie al meglio dei sette incontri.
Il secondo match fu quello per il Women's Championship tra la campionessa Trish Stratus e la sfidante Melina (con i WWE Tag Team Champions Joey Mercury e Johnny Nitro). Durante il match, Trish dominò Melina, finché quest'ultima non contrattaccò. Dopo che Mercury e Nitro interferirono, l'arbitro li bandì da bordo ring. Melina controllò poi la contesa, finché Trish non la colpì con dei ripetuti forearm. Nel finale, Trish eseguì la Stratusfaction su Melina per poi schienarla e mantenere il titolo femminile.
Il match successivo fu il Last Man Standing match tra Triple H e l'Intercontinental Champion Ric Flair (tale match non fu valevole per il titolo di Flair). Mentre Flair stava facendo la sua entrata sul ring, Triple H lo attaccò per portarsi in vantaggio. In seguito, Triple H tentò di colpire Flair con una sedia d'acciaio, ma quest'ultimo anticipò The Game e lo colpì ripetutamente con una kendo stick per poi gettarlo oltre una barricata di sicurezza. I due incominciarono poi a combattere tra la folla, finché Triple H non rispedì Flair a bordo ring dopo l'esecuzione di un back body drop oltre la barricata. Triple H eseguì poi un suplex all'esterno del quadrato su Flair per poi eseguirne un altro all'interno del ring. Più avanti, Triple H lanciò Flair contro un paletto di sostegno del ring, aprendogli una vistosa ferita alla fronte, per poi infierire su di lui con un cacciavite. Pochi istanti dopo, Flair contrattaccò e lanciò Triple H contro dei gradoni d'acciaio per poi colpirlo con delle ripetute knife edge chops. Dopodiché, Triple H colpì Flair con una spinebuster sul pavimento esterno per poi tentare di eseguire il Pedigree sopra ad un tavolo dei commentatori. Tuttavia, Flair rovesciò la manovra e schiantò Triple H attraverso un altro tavolo dei commentatori dopo l'esecuzione di un back body drop. Rientrati sul ring, Flair colpì Triple H con un low-blow per poi applicare su di lui la figure-four leglock. Flair lasciò poi la presa di sottomissione per prendere una sedia, che utilizzò per colpire continuamente la gamba destra di Triple H. In seguito, Flair applicò ancora una volta la figure-four leglock su Triple H, però The Game uscì dalla presa ed eseguì una clothesline ai danni di Flair per poi colpirlo al volto con dei gradoni. Triple H eseguì poi ben tre Pedigree su Flair, ma il Nature Boy si rialzò in tutti e tre i casi dopo un conteggio di nove da parte dell'arbitro. Nel finale, Triple H colpì Flair con lo sledgehammer, impedendogli di alzarsi entro un conteggio di dieci per vincere il match.

### Match principali
Il quarto match fu quello per il WWE Championship tra il campione John Cena e lo sfidante Kurt Angle, con Daivari come arbitro speciale. Durante il match, Angle applicò la Ankle Lock su Cena. Cena tentò poi di liberarsi dalla presa di sottomissione raggiungendo le corde del ring ma, una volta toccate, Daivari tolse la mano di Cena dalla corda. Tuttavia, Cena riuscì a liberarsi dalla presa e schiaffeggiò poi Daivari, il quale tentò di squalificarlo. Angle fermò Daivari dal chiamare la squalifica e, dato ciò, Cena lanciò entrambi all'esterno del ring. Dato che Daivari venne messo KO, un altro arbitro accorse sul quadrato per sostituirlo. Dopo che Cena si portò in vantaggio, Angle mise KO il secondo arbitro per poi colpire Cena con un low-blow. Un ulteriore arbitro arrivò dunque sul ring per dirigere l'incontro e Angle eseguì poi la Angle Slam e un superplex su Cena, però il campione si liberò dallo schienamento. In seguito, Angle tentò di eseguire un moonsault su Cena, ma quest'ultimo schivò la manovra per poi tentare di colpire Angle con la F-U. Angle contrattaccò la F-U di Cena aggrappandosi all'arbitro, che finì KO. Dopo che un quarto arbitro arrivò sul ring per dirigere la contesa, Cena colpì Daivari con una DDT per poi eseguire la F-U su Angle. Cena schienò poi Angle per vincere il match e mantenere il titolo.
Il match seguente fu tra Eric Bischoff e Theodore Long (con Palmer Canon). L'incontro fu diretto da due arbitri; uno di Raw e uno di SmackDown!. Il match iniziò con Long che evitò gli attacchi di Bischoff. In seguito, mentre Canon salì sull'apron ring per distrarre gli arbitri, Bischoff utilizzò il suo obi per strangolare Long. Bischoff applicò poi una sleeper hold su Long. Pochi istanti dopo, Canon distrasse ancora una volta gli arbitri permettendo, così, a Long di colpire Bischoff con la sua scarpa. Nel finale, The Boogeyman si presentò sul ring ed eseguì la Pumphandle Slam su Bischoff. Long schienò poi Bischoff per vincere il match.
Il main event fu il 5-on-5 Traditional Survivor Series Tag Team Elimination match tra il Team Raw (Shawn Michaels, Big Show, Kane, Carlito e Chris Masters) e il Team SmackDown! (Batista, Bobby Lashley, John "Bradshaw" Layfield, Randy Orton e Rey Mysterio). Orton e Michaels iniziarono il match. Dopo un batti e ribatti, Michaels e Orton diedero rispettivamente il cambio a Masters e Lashley. In seguito, Masters tentò di applicare la Masterlock su Lashley, ma quest'ultimo rovesciò la manovra in un belly to belly suplex e Masters diede quindi il cambio a Carlito. Lashley gettò poi Carlito all'interno del ring e, dopo aver attaccato Michaels, lo colpì con una powerslam per poi eseguire su di lui la Dominator. Lashley tentò poi di colpire Michaels, che prese nel frattempo il cambio da Carlito, con una crucifix powerbomb ma, durante l'esecuzione della manovra, Kane afferrò Lashley alla gola e lo colpì con la Chokeslam. Dato ciò, Michaels ne approfittò e schienò Lashley per eliminarlo dalla contesa. Dopodiché, Mysterio entrò sul ring per fronteggiare Michaels. Pochi attimi dopo, Michaels diede il cambio a Masters, che iniziò a dominare Mysterio per poi lasciare il posto a Kane. Kane dominò Mysterio, finché quest'ultimo non diede il cambio a Batista. Dopo essere entrato sul quadrato, Batista colpì Kane con una Spear per poi eseguire una clothesline su Carlito e gettare Masters all'esterno del ring. Mysterio eseguì poi la 619 su Kane permettendo, così, a Batista di eliminarlo dopo l'esecuzione della Spinebuster. Subito dopo, Big Show entrò sul ring e sorprese Batista colpendolo con la Chokeslam. Big Show e Kane eseguirono poi una Double Chokeslam su Batista e, dopo che Kane tornò nel backstage, Big Show schienò Batista per eliminarlo dal match. Più avanti, JBL, Orton e Mysterio tentarono di attaccare Big Show senza ottenere, però, il successo sperato. Tuttavia, dopo che Big Show lanciò Mysterio all'angolo, JBL colpì Big Show con la Clothesline from Hell. Dopo essere stato colpito dalla manovra di JBL, Big Show subì in successione anche la 619 di Mysterio, la RKO di Orton e una seconda Clothesline from Hell di JBL. Mysterio eseguì poi una seated senton su Big Show e lo schienò, eliminandolo. Dopo l'eliminazione di Big Show, JBL eseguì una fallaway slam su Michaels all'esterno del ring. Dopo un batti e ribatti tra Mysterio e Carlito, Mysterio diede il cambio a JBL prima che Carlito potesse colpirlo con un Inverted DDT. Carlito non si accorse del cambio e finì, dunque, vittima della Clothesline from Hell di JBL, il quale lo schienò per eliminarlo dal match. Dato che Michaels fu ancora a terra all'esterno del ring, Masters fronteggiò JBL. Dopo che JBL diede il cambio a Mysterio, quest'ultimo eseguì la 619 e il Droppin' Da Dime su Masters per poi schienarlo ed eliminarlo. Rimasero dunque JBL, Orton e Mysterio contro il solo Michaels. JBL si recò a bordo ring per rialzare Michaels e, dopo averlo lanciato contro un tavolo dei commentatori, lo rigettò sul quadrato nelle mani di Mysterio. Mysterio colpì Michaels con la 619 per poi tentare il Droppin' Da Dime, però HBK contrattaccò colpendo Mysterio al volo con la Sweet Chin Music. Michaels schienò poi Mysterio per eliminarlo dalla contesa. JBL si avventò quindi su Michaels per tentare di colpirlo immediatamente con la Clothesline from Hell, ma HBK schivò la manovra e colpì anche JBL con una fulminea Sweet Chin Music per poi schienarlo ed eliminarlo. Rimasero dunque Orton e Michaels. Dopo un batti e ribatti, Michaels eseguì un diving elbow drop su Orton e lo schienò, però Orton si liberò dallo schienamento dopo un conteggio di due. JBL risalì poi sul ring con una sedia d'acciaio per tentare di colpire Michaels, ma HBK schivò l'attacco colpendo JBL con la Sweet Chin Music. Data la distrazione di Michales, Orton colpì HBK con la RKO e lo schienò per vincere il match dando, così, la vittoria al Team SmackDown. Al termine del match, diversi membri del roster di SmackDown accorsero sul ring per festeggiare la vittoria insieme a Orton, finché un gruppo di druidi non portò una bara sullo stage. Dopo che dei fulmini colpirono la bara, dandole fuoco, The Undertaker uscì da essa per poi salire sul ring. Mentre Orton e suo padre Bob Orton fuggirono dal quadrato, The Undertaker attaccò tutti i restanti atleti accorsi per festeggiare la vittoria del Team SmackDown! andando, così, a chiudere l'evento.

## Risultati
| # | Incontri | Stipulazioni                                                           | Durata |
| - | --- | ---------------------------------------------------------------------- | ------ |
| 1 | Booker T (con Sharmell) ha sconfitto Chris Benoit | Single match                                                           | 14:39  |
| 2 | Trish Stratus (c) (con Mickie James) ha sconfitto Melina (con MNM)                                                                                   | Single match per il WWE Women's Championship                           | 06:30  |
| 3 | Triple H ha sconfitto Ric Flair | Last man standing match                                                | 27:01  |
| 4 | John Cena (c) ha sconfitto Kurt Angle | Single match per il WWE Championship con Daivari come arbitro speciale | 13:56  |
| 5 | Theodore Long (con Palmer Canon) ha sconfitto Eric Bischoff                                                                                          | Single match                                                           | 05:23  |
| 6 | Batista, Bobby Lashley, John "Bradshaw" Layfield, Randy Orton e Rey Mysterio hanno sconfitto Big Show, Carlito, Chris Masters, Kane e Shawn Michaels | Five-on-five traditional survivor series elimination match             | 24:01  |

### Survivor series elimination match
Il rosso indica i wrestler di Raw, il blu indica i wrestler di SmackDown
| N° eliminazione | Wrestler                     | Team                         | Eliminato da                 | Tempo                        |                              |
| --------------- | ---------------------------- | ---------------------------- | ---------------------------- | ---------------------------- | ---------------------------- |
| 1°              | Bobby Lashley                | Team SmackDown               | Shawn Michaels               | 07:17                        |                              |
| 2°              | Kane                         | Team Raw                     | Batista                      | 11:41                        |                              |
| 3°              | Batista                      | Team SmackDown               | Big Show                     | 12:27                        |                              |
| 4°              | Big Show                     | Team Raw                     | Rey Mysterio                 | 14:28                        |                              |
| 5°              | Carlito                      | Team Raw                     | John "Bradshaw" Layfield     | 17:35                        |                              |
| 6°              | Chris Masters                | Team Raw                     | Rey Mysterio                 | 19:12                        |                              |
| 7°              | Rey Mysterio                 | Team SmackDown               | Shawn Michaels               | 20:30                        |                              |
| 8°              | John "Bradshaw" Layfield     | Team SmackDown               | Shawn Michaels               | 20:44                        |                              |
| 9°              | Shawn Michaels               | Team Raw                     | Randy Orton                  | 24:01                        |                              |
| Sopravvissuto:  | Randy Orton (Team SmackDown) | Randy Orton (Team SmackDown) | Randy Orton (Team SmackDown) | Randy Orton (Team SmackDown) | Randy Orton (Team SmackDown) |

Maggior numero di eliminazioni: Shawn Michaels (3)